# Umeå universitetsbibliotek
Umeå universitetsbibliotek (UmUB) är det största forskningsbiblioteket i Norrland. Dess främsta målgrupper är forskare, lärare och studenter vid Umeå universitet men även allmänheten är välkommen. På biblioteket finns bland annat böcker, tidskrifter, dagstidningar, avhandlingar, småtryck och arkivhandlingar i både tryckt och elektronisk form, samt ett eget bokbinderi. Vidare erbjuder biblioteket tillgång till ett stort antal databaser i olika ämnesområden, samt lokaler för enskilda studier och grupparbeten.
Universitetsbibliotekets grupp för e-publicering sköter den lokala versionen av DiVA (Digitala vetenskapliga arkivet), ett system för digitalt tillgängliggörande av vetenskapliga arbeten och studentuppsatser. Under 2013 gjordes mer än en miljon nedladdningar från Umeå universitets DiVA.
Umeå universitetsbibliotek bestod 2014 av tre bibliotek: Universitetsbiblioteket (UB), Medicinska biblioteket (MB) och UB Konstnärligt campus. På Universitetsbiblioteket finns sedan 1997 även Forskningsarkivet (idag avdelningen för Arkiv och specialsamlingar) som tillgängliggör arkivmaterial, ansvarar för universitetets handskrifter och personarkiv, och samordnar bibliotekets digitaliseringsverksamhet.
Biblioteket är ett så kallat pliktbibliotek vilket innebär att allt som trycks i Sverige skickas från tryckerierna direkt till biblioteket. Totalt finns sju pliktbibliotek men endast Kungliga biblioteket och Lunds universitetsbibliotek är skyldiga att bevara allt material. Som största bibliotek i norra Sverige fokuserar biblioteket särskilt på bevarande av norrländskt material.

## Historik
Umeå universitetsbibliotek har sitt ursprung i det "Vetenskapliga biblioteket i Umeå" som etablerades vid Umeå stadsbibliotek 1950. År 1958, när regeringen beslutade att etablera en medicinsk högskola i Umeå skapades också ett medicinskt bibliotek. Det ledde till att verksamheten vid Vetenskapliga biblioteket utökades. 1965, då Umeå universitet invigdes under högtidliga former, hade Universitetsbiblioteket redan existerat i ett år, med Paul Sjögren som första överbibliotekarie.
Omedelbart efter invigningen börjades planeringen för en ny biblioteksbyggnad på universitetsområdet. Byggnadsarbetet påbörjades på våren 1967 och 1968 var huvudbibliotekets byggnad klar, med placering centralt på universitetets campus. Låneexpeditionen öppnades den 2 december samma år, Forskarsalen några dagar senare och kursläsesalen den 3 mars 1969.
På sin tid uppmärksammades biblioteksbyggnaden för sin interiör och sitt öppna hyllsystem. Sedan dess har flera om- och tillbyggnader av Universitetsbiblioteket skett, den senaste 2006. Medicinska biblioteket, som ligger på sjukhusområdet i närheten av campus, fick nya lokaler hösten 2002 då Hälsobiblioteket och Vårdbiblioteket slogs ihop. UB Örnsköldsvik bytte lokal hösten 2011 belägen i anslutning till stadsbiblioteket i Ö-vik. Den nyaste filialen är UB Konstnärligt campus, som invigdes våren 2012. 1 januari övertog Örnsköldsviks kommun driften av UB Örnsköldsvik.
2013 slogs Universitetspedagogiskt centrum (UPC), Studieverkstaden och Undervisningsgruppen vid Umeå universitetsbibliotek samman till en avdelning under UmUB, kallad Universitetspedagogik och lärandestöd (UPL). Sedan 1 juli 2015 utgör UPL en arbetsenhet under biblioteksstyrelsen och likställs med en institution där Umeå universitetsbibliotek är dess "fakultet".

## Organisation
Den övergripande styrningen av biblioteket sker genom Biblioteksstyrelsen som domineras av dekaner eller prodekaner från universitetets fakulteter. Biblioteksverksamheten leds sedan september 2011 av överbibliotekarien Mikael Sjögren. Administrativ chef är Hanna Rantamäki.

## Operativa avdelningar
- Vetenskaplig kommunikation
- Arkiv och specialsamlingar (tidigare Forskningsarkivet, fram till 180831)
- Medicinska biblioteket
- Media
- UB Konstnärligt campus

## Samlingar och specialsamlingar
Samlingarna består av cirka 1,5 miljoner volymer (varav drygt 240 000 e-böcker) och antalet tidskriftstitlar är cirka 30 000, varav drygt 28 000 utgörs av elektroniska tidskrifter. Dessutom ger biblioteket tillgång till 170 (forsknings)databaser.
Biblioteket har mottagit åtskilliga donationer, som till exempel de av Sigurd Curman, Olof Östergren, och Sigrid och John Kahle. Genom stiftelsen Seth M. Kempe minnesfonds försorg har biblioteket kunnat ta emot delar av boksamlingar som tillhört exempelvis Nils Ahnlund, Björn Collinder, Eli Heckscher och Gustaf Hellström. Vid Arkiv och Specialsamlingar finns bland annat författaren Sara Lidmans arkiv.

## Galleri

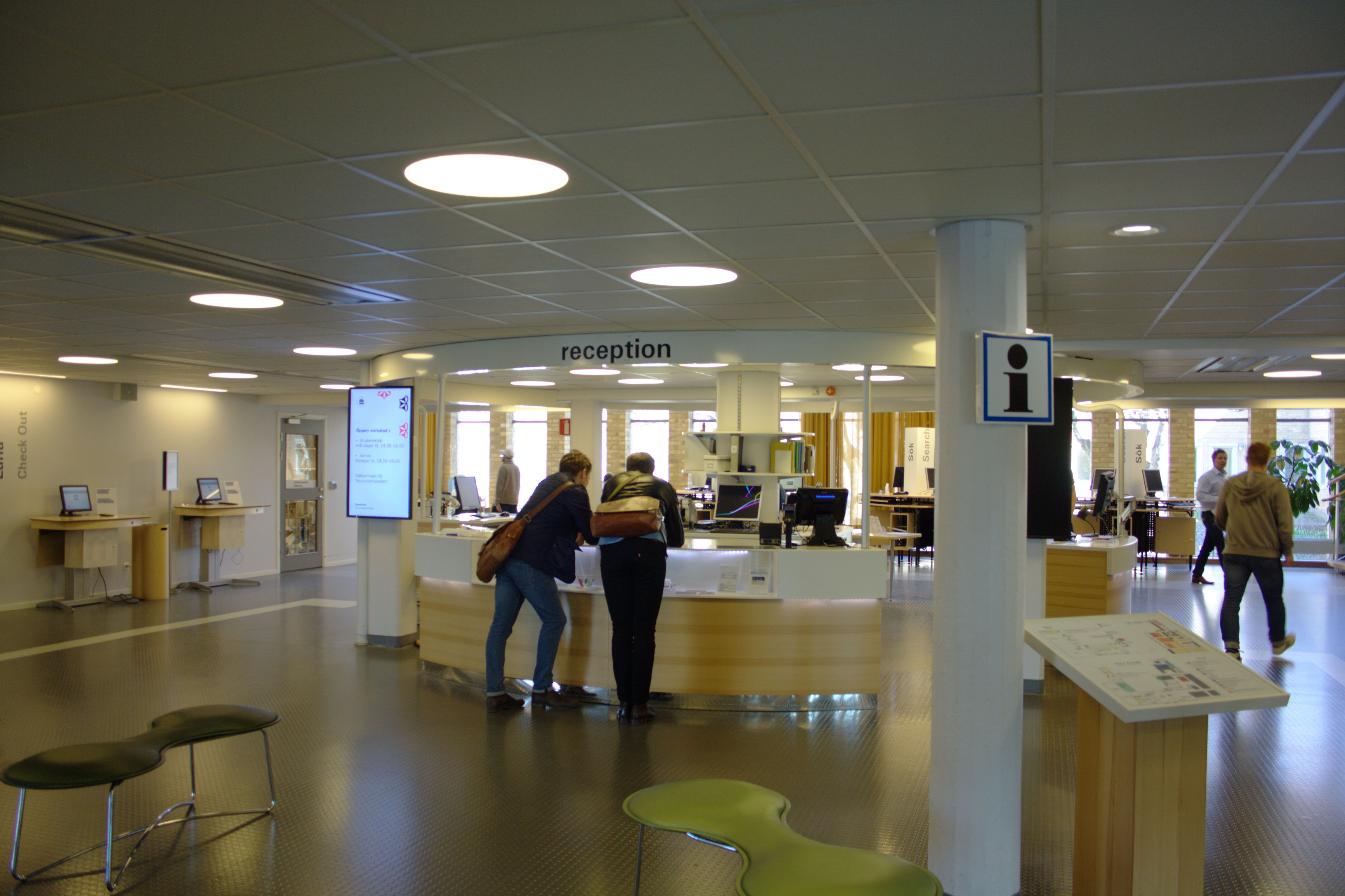
Receptionen
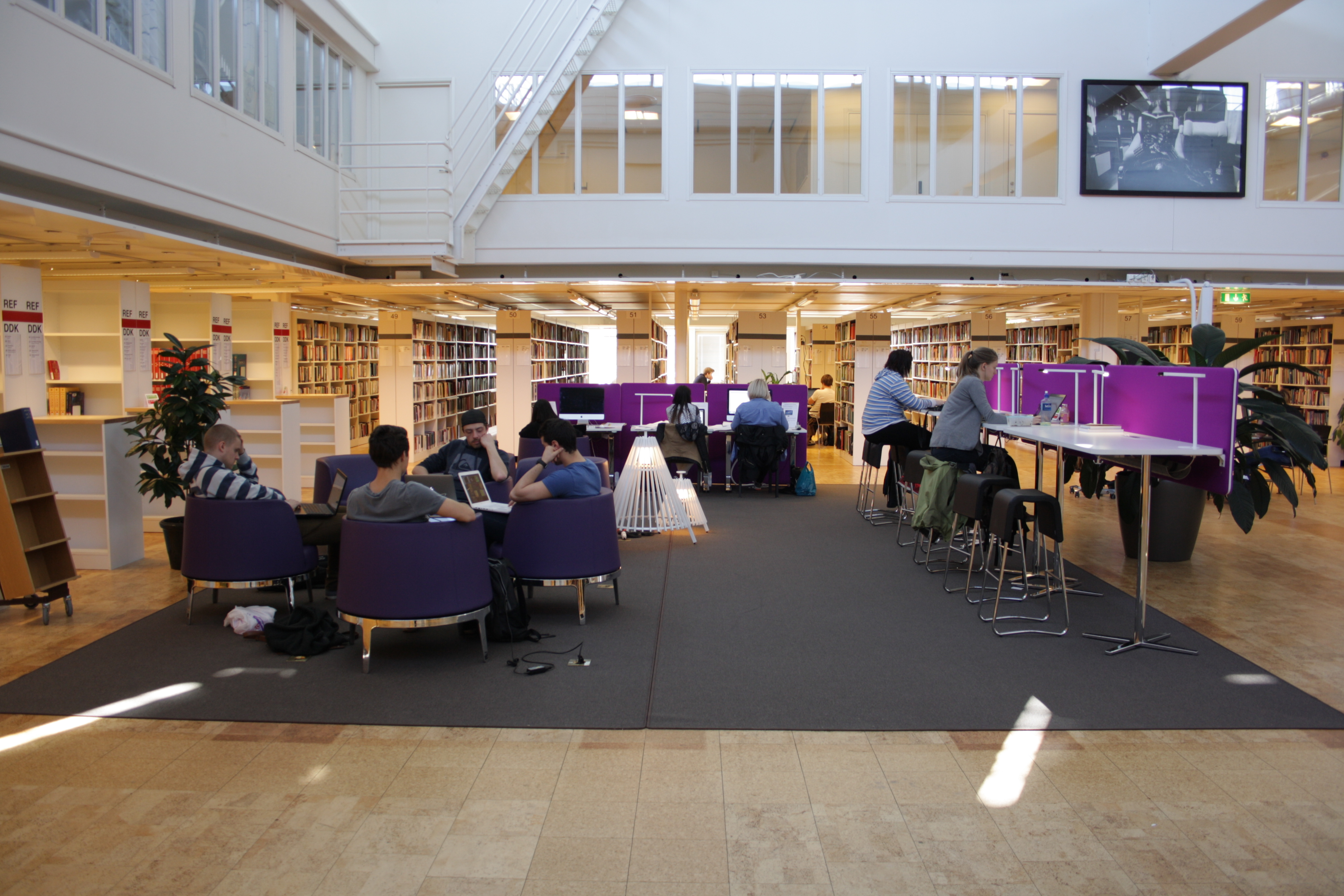
Referensytan
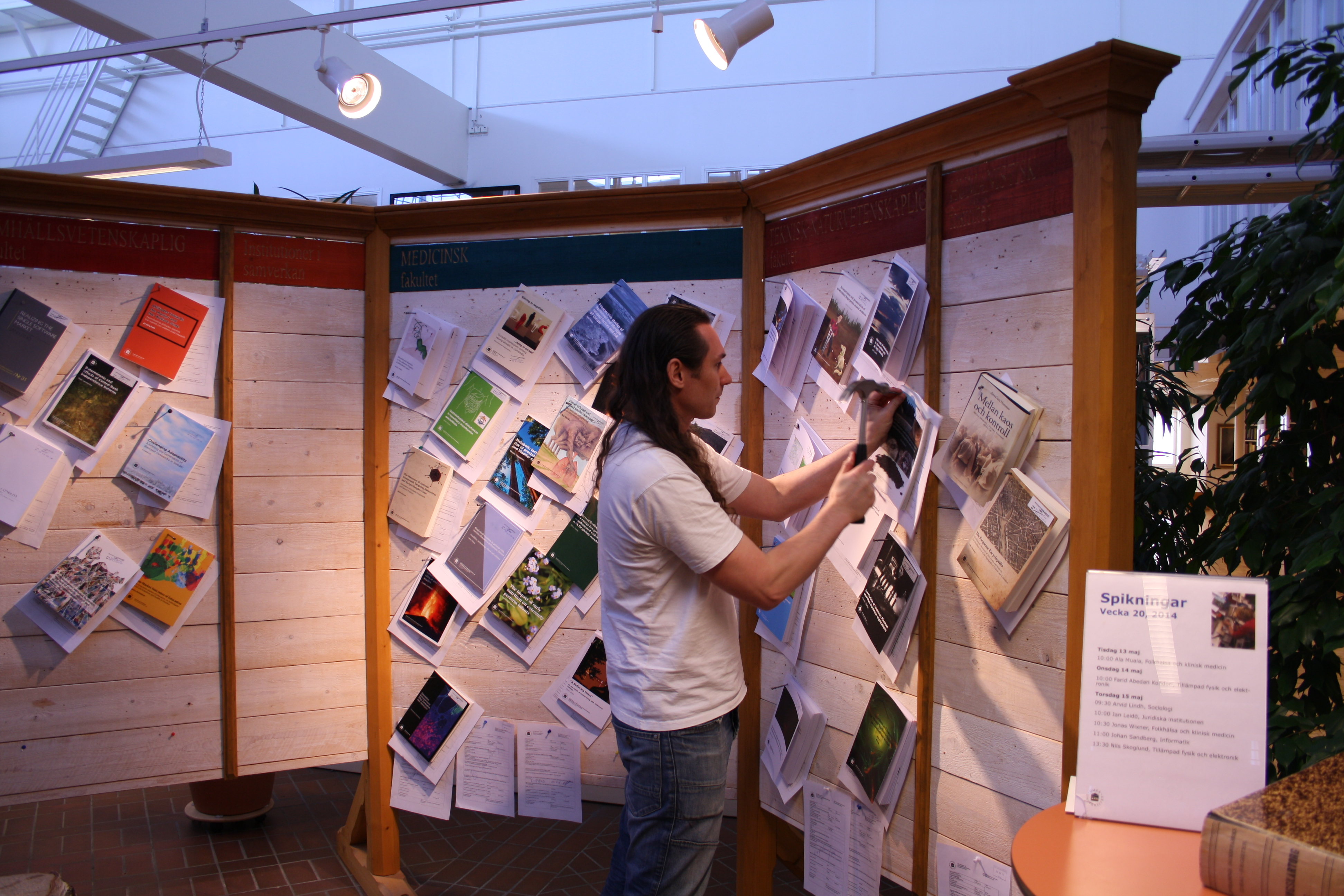
En doktorand spikar traditionellt sin avhandling